# Amoralismo
El amoralismo es un principio filosófico planteado en el siglo XIX por los alemanes Max Stirner y Friedrich Nietzsche, que cifra la norma de la conducta humana en algo independiente del bien y del mal moral, negando toda obligación y toda sanción con respecto a estos. 
El amoralismo es una doctrina filosófica planteada por Nietzsche y Stirner, la cual se identifica por criticar profundamente a la norma social de la conducta humana, analizándola desde un punto de vista alejado de la esfera de la moral. Esto, principalmente se representa como un rechazo a la obligación y sanciones relacionadas con una conducta socialmente definida como inmoral.  
Proviene del griego α, que se considera la partícula negativa, y del latin moralis (moral), lo que causa que la palabra ‘amoral’ simbolice el inmoralismo;  la negación de toda la moral y todas las doctrinas que ella conlleva, colocando al individuo más allá del bien y del mal. 
Es una moral alterna fundamentada en la razón y felicidad individual, rechazando mandamientos o imposiciones ya sean creencias de cualquier tipo, tradiciones, costumbres, leyes o reglamentos; no plantea lo "contrario" al "bien" como equivocadamente podría entenderse, sino una valoración de la conducta y de las normas de convivencia enfocadas en la voluntad de las existencias humanas. El danés Kierkegaard tiene también un concepto similar sobre el cómo vivir amoralmente pero con espiritualidad, sobre la base de la fe cristiana. 
El amoralismo está relacionado con concepciones vitalistas en filosofía, contractualistas en el derecho, voluntaristas en la política. El amoralismo es un elemento que puede ser encontrado en las filosofías egoístas, en el existencialismo o en la filosofía del absurdo .
El pensamiento amoralista toma en referencia la postura ética de Nietzsche, basándose en el egoísmo del individuo, el cual, no busca una moralidad colectiva, tomando al ser humano como un eslabón aislado de la cadena al cual la moral colectiva  y sus percepciones del bien y mal no le afectan.
En el libro Así habló Zaratustra, en la primera parte de este Nietzsche expone el viaje de Zoroastro de regreso a la sociedad para enseñar sus conocimientos, en este viaje se encuentra a diferentes personajes, un monje, un equilibrista, a quienes les explica que Dios ha muerto, tomándolo como que el concepto de Dios ya no forma parte de un enfoque total de una brújula que guía al hombre en la moral y que la humanidad debe de dejar las cosas banales y enfocarse en crear un super hombre, una idea que construye Nietzsche que constituye un estado ideal en el hombre, donde es, en sí mismo, capaz de generar su propio sistema moral y que supera toda atadura natural, llegando a un nivel de evolución superior. 
Sin embargo, aquí se muestra un diferente enfoque del amoralismo, pues con este concepto, Nietzsche plantea el rompimiento de una tradición moral impuesta por una visión cristiana, lo cual permite que el individuo genere una libertad y pureza tras este rompimiento. La moralidad es un método y un sentimiento de las personas con actos externos del ser humano

## Amoralismo racional
Los racionalistas morales deben usar la razón para ayudar a los demás. Y dado que los humanos están limitados de muchas maneras, una comprensión aceptable de la razón debería tener en cuenta esos límites. Hay límites a lo que podemos saber, los tipos de investigación que podemos hacer, lo que podemos lograr y lo que podemos sentir. Debido a estas limitaciones, la racionalidad humana es más exigente y menos demandante que la información completa.   
En cualquier caso, el argumento filosófico es que al limitar la racionalidad de diversos actos y actitudes, acabamos teniendo tanto una noción totalmente objetiva de racionalidad como numerosas percepciones subjetivas diferentes de la misma. Y podemos utilizar cualquiera de ellas. Si un racionalista identifica la rectitud con el atributo que poseen aquellas cosas que son racionales de seleccionar, podría desarrollar varias ideas de rectitud, tanto objetivas como subjetivas, que reflejen cada uno de los sentidos de la racionalidad que nos interesan.
Una de las áreas a explorar en esta corriente, está en el proceso cognitivo de la toma de decisiones apelando al mismo; pues, aborda muchas de las decisiones reales sobre lo que es definido como bueno malo. Si la declaración es válida solo para propiedades no ideales sociales, puede declarar que es técnicamente correcto hacer algo. A veces tomamos decisiones correctivas que solo pueden verse como una declaración sobre el ideal. Con esta corriente, ambos aspectos son posibles, pues la moral no es determinada por una norma social y, por lo tanto, puedes usar las características del contexto para determinar qué significa en ti como persona individual.
El tipo de inmoralidad racional no es difícil de identificar; pues es el “comportamiento racional” porque carece de cierta información empírica significativa disponible. Realmente, estos agentes no están actuando irracionalmente, sino racionalmente, basándose en  los hechos que tienen a su disposición. Sin embargo, este resultado es consistente con la elección irracional del comportamiento del agente a la luz del amplio conocimiento. De hecho, dado todo el conocimiento disponible, el agente hizo algo objetivamente incorrecto al equiparar objetiva y moralmente “correcto” con objetivamente racional, pero lo hizo.

## Individualismo amoralista
Dentro del individualismo amoralista nos encontramos con el autor de El Único y su Propiedad, Max Stirner, como su teorizador más célebre. Su amoralismo está basado en la ética super-individualista de la metafísica alemana, idealismo que forma parte importante en la historia de la filosofía alemana, dentro de este se critica al Estado que precede a la época de la Revolución Francesa, esto por la exagerada intromisión que este solía tener en la vida privada, pues este no se limitaba a reglamentar al individuo en su forma de actuar, también buscaba normar hasta el más íntimo pensamiento de este. Este contexto histórico llevó a filósofos como Stirner a criticar la justificación que el Estado encontraba en entidades abstractas, esto al punto de calificar de poseídos a los que las aceptaban como artículo de fe.
Para entender de mejor manera el amoralismo de Max Stirner es importante hablar del anarquismo individualista, que es de donde el filósofo alemán desprende esta visión del amoralismo. El anarquismo individualista, el cual plantea un sociedad en la que el individuo es capaz de reaccionar en contra de la autoridad y la explotación, siendo una persona que no necesita ninguna reglamentación para determinar sus necesidades personales, esto según Émile Armand. Teniendo en cuenta qué es el anarquismo individualista, podemos definir al individualismo amoralista como una visión que pone a la amoralidad como una forma en la que el individuo puede oponerse a las regulaciones que el Estado impone.

## Amoralismo y cristianismo
El amoralismo, de igual manera, no necesariamente establece que el ser humano no deba de tener una moral per se, sino más bien plantea que esta debe de ser una alternativa a la tradicionalmente impuesta por una sociedad judío-cristiana. Una visión fuertemente criticada por el autor alemán Nietzsche, quien sobreponía la voluntad del individuo sobre las normas sociales morales que pudieran generarle cadenas y limitarle su potencial de evolución al superhombre. 
La visión judío-cristiana era principal objetivo de crítica del autor bajo el argumento de que entorpecía un proceso que él consideraba fundamental en el auge del ser humano, la muerte de Dios y el nacimiento del superhombre. Consideraba entonces que la moral religiosa tenía un fundamento de ser el “platonismo del pueblo” al tener semejanzas de rechazo a conductas carnales, definidas en el cristianismo como pecados, así como una idealización de que la prosperidad del alma solo podría ser alcanzada fuera de este plano terrenal. 
Estos conceptos, según consideraba Nietzsche, solo hundían al individuo en una fe ciega y lo alejaba de la razón; pues la iglesia rechazaba cualquier tipo de cuestionamiento hacía Dios y sus enseñanzas, encapsulando la argumentación en un dogma que el autor mantenía como “desagradable”.
Más allá de esto, la crítica también se dirigía al sistema de valores que el cristianismo buscaba que los individuos continuaran repitiendo; entre los cuales destacaban cualidades como la compasión. Sin embargo, en el libro de Así habló Zaratustra, se expone desde la perspectiva nihilista que esto obstaculiza la evolución del ser humano, pues es incompatible con los instintos naturales del mismo y la consideraba como una característica “depresiva, débil y contagiosa”, que generaba sufrimiento en el mundo y fue factor determinante en la muerte de Dios.

## Amoralismo espiritual
Otro autor que también tuvo un concepto similar a Nietzsche con respecto al amoralismo con la religión cristiana, fue el danés Søren Kierkegaard quien dio las bases de un amoralismo espiritual contrarrestando varias de sus creencias sobre el cristianismo y juzgando aun el siendo un cristiano-teólogo. 
La visión que dejó Kierkegaard en su diario en crítica a Martín Lutero, dando su opinión y contradicionedo los pensamientos religiosos que Lutero había planteado. Dejando claro que el individuo tiene el control sobre sí mismo acerca de lo que cree y lo que no y que la religión no debe de estar controlando la fe de la población. Para Kierkegaard, la fe es reconocer un acontecimiento exterior, histórico, la manifestación de Cristo, acontecimiento que es imprevisto e imprevisible, no deducible por la razón de algo anterior: “En la fe recibimos algo que nos es dado y que jamás se deja extraer y mostrar por el conocimiento anterior. La conciencia del perdón de los pecados está relacionada con un acontecimiento exterior, a toda la manifestación de Cristo que no es exterior en el sentido de algo exterior que no nos interesa, sino que es exterior en cuanto es un hecho histórico”.